# 东帝汶国旗
東帝汶國旗以紅色為背景，代表東帝汶人民爭取獨立自由的鬥爭，左側有兩個互相重疊的三角形，一個是黑色的，代表必須擊倒愚民政策；而另一個就是黃色的，代表東帝汶曾被葡萄牙、印尼等國殖民統治過的痕跡。面積較小的黑色三角形的中心有一顆指向国旗左上角的白色五角星，代表和平以及引導着獨立自由的光芒。

## 歷史國旗
东帝汶1975年单方面宣布独立时就启用了黑白黄红四色旗，1976年印度尼西亚占領時代被取締，直至1999年东帝汶由联合国托管。2002年东帝汶恢复独立，国旗纵横比例由1975年的2比3改为1比2。

葡属帝汶 1935年-1975年
葡属帝汶 1935年-1975年
东帝汶民主共和国 1975年-1976年
东帝汶印度尼西亚占领时期 1976年-1999年
联合国驻东帝汶过渡行政当局 1999年-2002年

## 参见

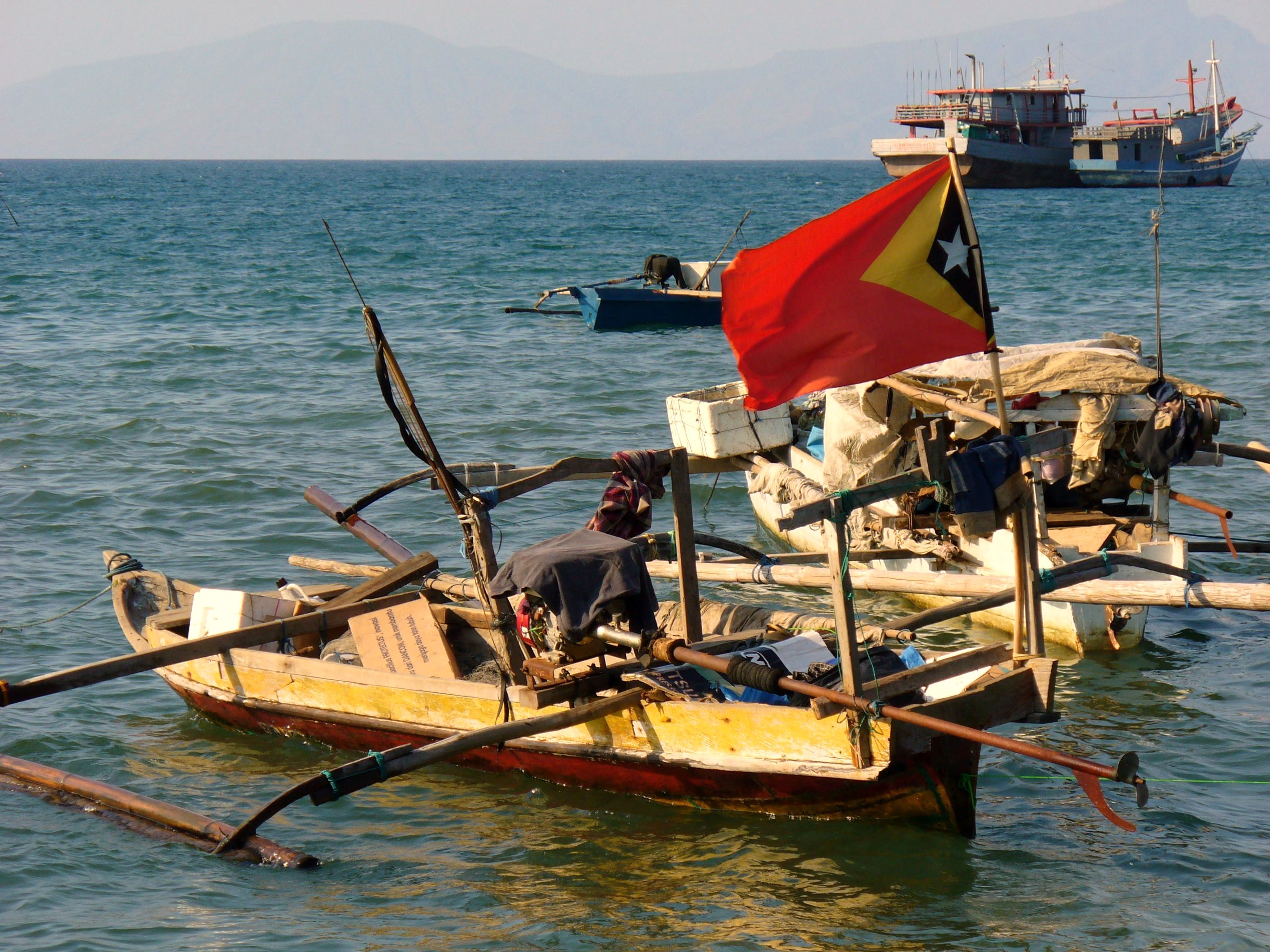
悬挂在渔船上的东帝汶国旗